# Taraka
Taraka é um personagem da mitologia hindu.

## História
Está é uma lenda interessante:
Uma Daitya, filha de Yaksha Su-ketu ou do demônio Sunda, e mãe de Maricha. Ela se mudou de Rakshasi para Agastya, e viveu na floresta conhecida pelo seu nome nos Ganges, opositora a confluência de Sarju, e devastou todo o pais com seus poderes de feitiçaria....
Viswamitra pediu a Rama-chandra para mata-la, mas ele era relutante em matar uma mulher. Ele resolveu priva-la dos seus poderes e cortar os seus dois braços.
Lakshmana cortou fora seu nariz e orelhas. Ela, com seus poderes de feitiçaria, atingiu Rama e Lakshmana com uma saraivada de pedras, e sob o comando de Viswamitra, acabou morta com uma flecha. - Ramayana.

Possivelmente o próprio povo apedrejou Laksmana, revoltados com a sua crueldade. 